# Emilio De Sanzuane
Emilio De Sanzuane (Venezia, 8 ottobre 1920 – 23 settembre 2012) è stato un paroliere, compositore e editore italiano.
È stato una figura importante nella storia della canzone veneziana.

## Biografia
Emilio De Sanzuane nasce a Venezia nel sestiere di Cannaregio l'8 ottobre 1920. Nel settembre del 1941 viene richiamato alle armi e inviato con il Corpo di spedizione italiano in Russia. Nel 1943, quando l'Italia ripiega in ritirata, il sergente Emilio De Sanzuane, rientra in Italia dove c'è l'occupazione tedesca: viene inviato prima a Torino e poi a Trieste. Entra a far parte della Formazione partigiana A.-S.P. nella ventiquattresima Compagnia Della Toffola col grado di vicecomandante.
Nel novembre del 1945 viene congedato. Nell'agosto del 1948 viene insignito della Croce al merito di guerra. Tornato a Venezia inizia a dedicarsi alla poesia. Si iscrive alla S.I.A.E. come autore, poi come compositore, e in seguito come editore.
Nel 1958 partecipa al Festival della Canzone veneziana con il brano Ciaro de luna scritto in collaborazione con il noto cantante veneziano Umberto Da Preda. La canzone vince il primo premio e l'anno successivo viene scelta per la colonna sonora del film La prima notte, coproduzione italo-francese diretta da Alberto Cavalcanti e con Vittorio De Sica, Martine Carol e Claudia Cardinale.
Alcune sue poesie vengono pubblicate nell'antologia artistica letteraria della Utet e La Prora di Milano.
Molti dei suoi testi sono dedicati alle canzoni per bambini. Nel 1965 partecipa allo Zecchino d'Oro di Bologna con la canzone La gondola nel secchio, musica di Arturo Casadei e Piero Aranda, e successivamente nel 1967 con la canzone La lucciola nel taschino, musica di Franco Millan. Nello stesso anno, al sesto incontro internazionale del folklore e delle voci infantili, organizzato dall'ente Governativo per il Turismo Sport e Spettacolo della Repubblica di San Marino presenta L'Agente 006, una canzone per bambini da lui scritta con i compositori Noè Frascaro e Umberto Da Preda. Alla canzone viene assegnato il secondo premio.
Nel 1968 rileva le Edizioni Musicali Edera, nate nel 1938, e diventa così editore e produttore discografico con l'etichetta D.S.E. Records. Tra gli anni Sessanta-Settanta collabora con Radio Capodistria a una lunga serie di trasmissioni dedicate alla città di Venezia e intitolate Venezia, la laguna e le sue canzoni. Nel 1985 partecipa al Festival della Canzone veneziana ed entra in finale con sei canzoni di Italo Salizzato (Venezia e tu in collaborazione con Sergio Dalla Chiara e Daniele Perolari).
Nel campo della musica collabora con musicisti di fama come Arturo Casadei, Italo Salizzato, Carlo Concina, Umberto Da Preda, Guido Cergoli, Adriano Della Giustina, Ugo Amendola, Noè Frascaro, Giovanni Casadei, Romano Romanini, Gianni Casciello, Fabbian Giulio Ruetta, Carlo Zuccarato, Edoardo Gnesutta, Sergio Censi e molti altri. Collabora anche con il paroliere Luciano Beretta.
Nel 1988 vince il primo premio al Premio letterario internazionale Europa Duemila. Negli anni ottiene numerosi riconoscimenti per le sue poesie come il premio Internazionale Cristoforo Colombo "La Caravella del Successo" nel 1985, "Eurotrofeo Cannes" nel 1988, "Piramide d'Oro" il premio letterario internazionale "Omaggio a Grazia Deledda", Superprestige "Leonardo" nel 1989.
Nel 1989 riceve dal Ministro dell'Industria la Rosa della popolarità. Qualche anno più tardi rallenta la sua attività per una malattia e il 23 settembre 2012 muore. Con le Edizioni Musicali Edera stampa fascicoli e partiture musicali dedicate anche al repertorio dialettale veneziano.

## Opere parziali
Sono depositate a suo nome alla SIAE più di 300 canzoni.
- Vecchia Venezia  musica di A. Casadei e U. Da Preda
- Ti sono Lontano musica F. Millan
- Saloon Mood musica F. Millan
- Dolce Venezia musica F. Millan
- L'uomo delle caverne testo scritto in collaborazione con L. Beretta, musica di G. Imbò
- Amore in blues testo scritto in collaborazione con L. Beretta, musica di G. Imbò
- L'uva nera musica di A. Casadei
- Amici per la pelle musica di A. Casadei
- Cerchi di fumo musica di L. Zanetti
- Io soffro perché non parli musica di M. Battistoni
- Mare mio musica di S. Manzo
- Canzone d'amore musica di M. Battistoni
- Un tetto di stelle musica di C. Zuccarato e I. Salizzato
- È il nostro tango musica di A. Casadei
- Regalami un sogno musica di E. De Sanzuane
- Canto per te musica di E. De Sanzuane
- La ruota musica di A. Casadei
- Vado con Maria musica di E. Gnesutta
- Una stella cadrà musica di C. Zuccarato
- Arrivederci o Venezia musica di G. Ruetta
- Da quando ti amo testo in collaborazione con L.Beretta musica di G. Imbò
- Chi piange testo in collaborazione con L.Beretta musica di G. Imbò
- La finta testo in collaborazione con L. Beretta musica di G. Imbò
- C'era una volta musica di M. Battistoni
- I remember musica di M. Battistoni
- Sotto il sole d'estate musica di N. Frascaro
- Georgette musica di M. Battistoni
- Se mi parli d'amor musica di M. Battistoni
- Suona una tromba musica di S. Manzo
- Notturno per due musica di A. Della Giustina
- Calma ragazzi musica di N. Frascaro
- Rachele musica di C. Gottipavero
- Io la seguo musica di M. Battistoni
- Piango senza lacrime musica di M. Battistoni
- Non posso dirti cose nuove musica di M. Battistoni
- Perché non parli musica di M. Battistoni
- Quadri, quadri, quadri musica di C. Gottipavero
- Dorme la città musica di R. Romanini e G. Imbò
- Due lacrime musica di M. Battistoni
- Ora so... musica di L. Zanetti
- Verrai  musica di E.Gnesutta
- Venezia tu sei grande  musica di U. Da Preda e N. Frascaro
- Non sono Barbablù musica di E. Gnesutta
- Legato a te musica di A. Casadei e A. Grossi
- Il mio treno musica di N. Ripa
- In ogni cuore musica di N. Ripa
- Sinceramente musica di R. Romanini
- L'ultimo volo musica di c. Zuccarato
- Nuova armonia musica di G. Cergoli
- Ti piace musica di R. Romanini
- Ciaro de luna musica di A.Casadei e U. Da Preda
- Godola musica di C. Concina
- Venezia mio sogno musica di N. Frascaro
- No' sò vogar musica di F.G. Ruetta
- Invito a Venezia testo in collaborazione con G. Marangoni musica di I. Salizzato
- Cara Venezia musica di G. Casciello
- Una piccola gondola musica di I. Salizzato-A. Casadei
- Pergolo sul rio musica di F. Millan
- Do' basi de fogo musica di F. Millan
- Venice by night musica di I. Salizzato
- Ricordite de mi musica di E. De Sanzuane
- Do' cuori e 'na gondola musica di U. Amendola
- Romantica Venezia musica di I. Salizzato
- Basime Strenzime musica di I. Salizzato
- Le giosse de acqua musica di R. Polacco

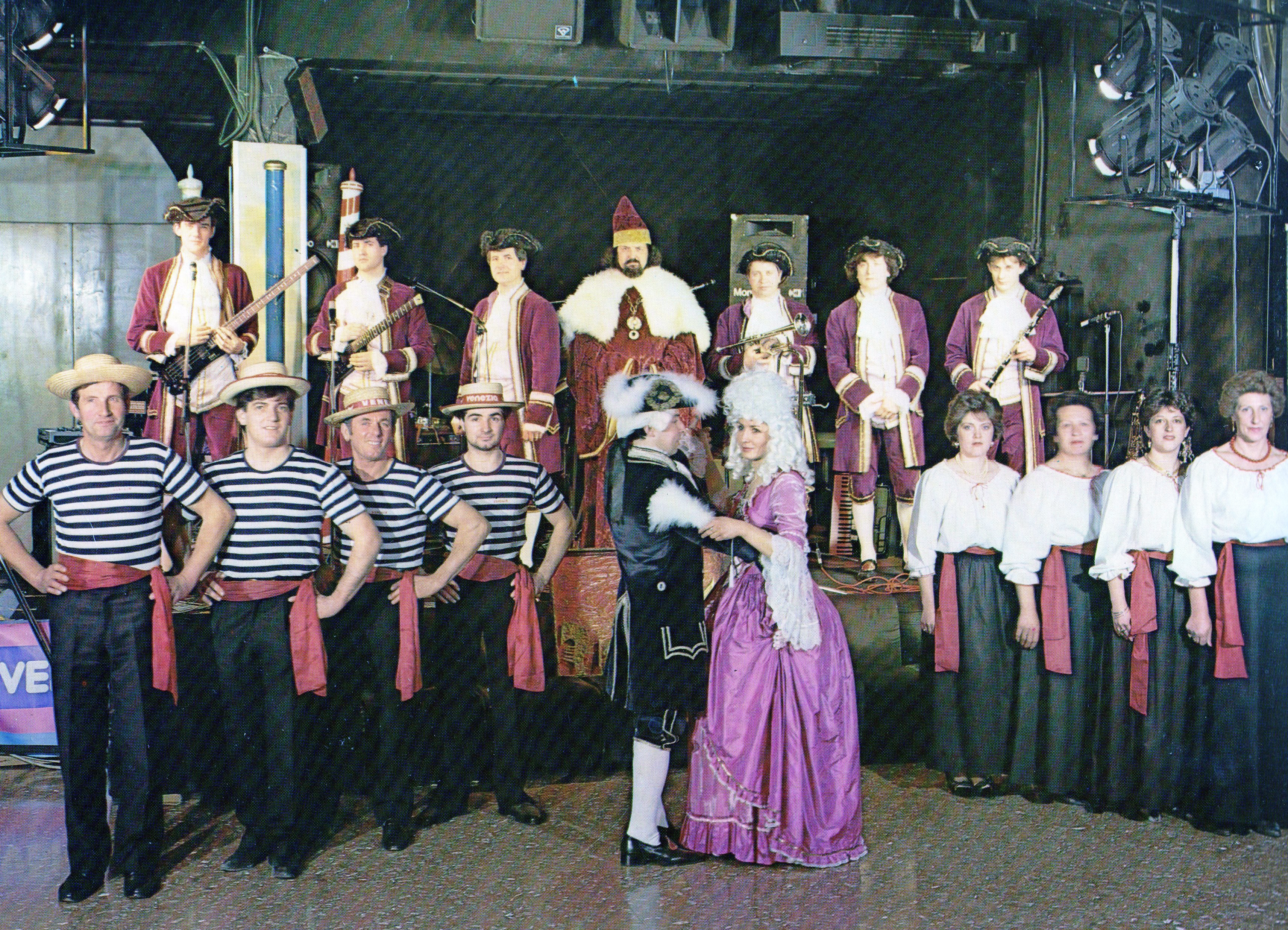
I Fantastici Veneziani nel 1984.

- Che belina musica di U, Da Preda
- Dai Bepi rema musica di C. Zuccarato - I. Salizzato
- Boca da basi musica di I. Salizzato
- Risi e bisi musica di Arbik
- San Marco mio musica di I, Salizzato
- Nina musica di I. Salizzato
- Nana co cò musica di Arbik
- Na gondola de rose bianche musica di L. Zanetti
- Rondò sulla laguna musica di I. Salizzato e E. De Sanzuane
- Fontane de fiori musica di N. Frascaro
- Vogio basar musica di I. Salizzato
- O nero nero musica di U. Da Preda
- La vita xe 'na girandola musica di U. Da Preda
- Il burchiello musica di I. Salizzato
- Voga gondolier musica di Arbik
- Sognar sull'acqua musica di D. Rossi
- Siora Gigia musica di G. Comin e E. De Sanzuane
- La regata  musica di R. Polacco
- Carnevale in gondola musica di I. Salizzato
- Venezia no' pianzer musica di E. De Sanzuane e G. Comin
- O vecio gondolier musica di R. Polacco
- A Venezia in gondola musica di A. Caon
- Xe Redentor musica di I. Salizzato e A. Caon
- Sul ponte de rialto musica di I. Salizzato - G. Zuccarato
- Cara Venezia mia musica di I. Salizzato
- Al ponte de le tette musica di I. Salizzato
- Aurevoir a Venise musica di I. Salizzato
- Polenta e pesce a gogò musica di I. Salizzato- E. De Sanzuane
- Le giosse de acqua musica di R. Polacco

## Discografia
CD - 33 Giri - Nastri
- Instrument show (Franco Millan e il suo Lowrey)- D.S.E. Records-DN 005
- Invito a Venezia (Anonimi Veneziani - Silvano Capitanio, Pino Barban, Sergio Pedrali) D.S.E. Records DN 0010
- Fantastici Veneziani (Fantastici Veneziani)-D.S.E. Records DN 12
- Canzone per te (I Dogi)-D.S.E. Records DN 0011
- Un Sogno Veneziano (Giorgio Polacco)-D.S.E. Rercords DN 0014
- Un Disco D'Oro (Fantastici Veneziani)-D.S.E. Records DN 0015
- Night gondola serenade (n.3 33 giri)- D.S.E. Records DN 003 - DN 006 - DN 007
- Gigolo/I giorni contati (I Kent)-D.S.E. Records DN 001
- T'ho vista piangere / Come on baby (I Kent)-D.S.E. Records DN 002
- L'uomo delle caverne/Amore in blues (Umberto Da Preda)-D.S.E. Records DN 004
- L'ultimo volo/Una stella cadrà (Junior Band di Carlo Zuccarato)-D.S.E. Records DN 008
- Per te, con te / È stato breve (Roberto Morello)-D.S.E. Records DN 009

## Le principali canzoni veneziane
| Anno | Titolo                   | Autori del testo                        | Autori della musica                  | Interpreti e incisioni                 |
| ---- | ------------------------ | --------------------------------------- | ------------------------------------ | -------------------------------------- |
| 1958 | Ciaro de luna            | Emilio De Sanzuane                      | Umberto Da Preda                     | Umberto Da Preda                       |
| 1959 | Vecchia Venezia          | Emilio De Sanzuane                      | Arturo Casadei e Umberto Da Preda    | Umberto Da Preda                       |
| 1959 | Invito a Venezia         | Emilio De Sanzuane                      | Italo Salizzato                      | Pino Barban, The Pope Swing            |
| 1059 | Boca da basi             | Emilio De Sanzuane                      | Italo Salizzato e Umberto Da Preda   | Umberto Da Preda                       |
| 1959 | Le donne gà un tesoro    | Emilio De Sanzuane                      | Italo Salizzato e Umberto Da Preda   | Umberto Da Preda                       |
| 1959 | Dò basi de fogo          | Emilio De Sanzuane                      | Franco Millan                        | Umberto Da Preda                       |
| 1959 | Pergolo sul rio          | Emilio De Sanzuane                      | Franco Millan                        | Pino Barban e Umberto Da Preda         |
| 1965 | La gondola nel secchio   | Emilio De Sanzuane                      | Arturo Casadei e Piero Aranda        | Zecchino d'Oro                         |
| 1967 | La lucciola nel taschino | Emilio De Sanzuane                      | Franco Millan                        | Zecchino d'Oro                         |
| 1977 | Gondola                  | Emilio De Sanzuane e Giovanni Marangoni | Carlo Concina                        | Sergio Pedrali e gli Anonimi Veneziani |
| 1983 | Una coperta ricamata     | Emilio De Sanzuane                      | Italo Salizzato                      | Fantastici Veneziani, The Pope Swing   |
| 1984 | Care gondole             | Emilio De Sanzuane                      | Italo Salizzato                      | I Dogi e Giorgio Polacco               |
| 1984 | Vogio Basar              | Emilio De Sanzuane                      | Arbik                                | Fantastici Veneziani, The Pope Swing   |
| 1984 | Al ponte de le tette     | Umerini                                 | Italo Salizzato                      | Giorgio Polacco, Gedeone               |
| 1984 | Aurevoir a' Venise       | Emilio De Sanzuane                      | Italo Salizzato                      | Lisa e i Fantastici Veneziani          |
| 1984 | Te ciapo per man         | Emilio De Sanzuane                      | Italo Salizzato                      | Giorgio Polacco                        |
| 1984 | Venice by night          | Emilio De Sanzuane                      | Italo Salizzato                      | I Dogi e i Fantastici Veneziani        |
| 1985 | Cara Venezia mia         | Emilio De Sanzuane                      | Italo Salizzato                      | Lisa e i Fantastici Veneziani          |
| 1985 | Rondò di Venezia         | Emilio De Sanzuane                      | Italo Salizzato                      | Lisa e i Fantastici Veneziani          |
| 1985 | Romantica Venezia        | Emilio De Sanzuane                      | Italo Salizzato                      | Lisa e i Fantastici Veneziani          |
| 1985 | Risi e bisi              | Emilio De Sanzuane                      | Arbik e Emilio De Sanzuane           | Fantastici Veneziani, The Pope Swing   |
| 1985 | Rondò di Venezia         | Emilio De Sanzuane                      | Italo Salizzato                      | Lisa e i Fantastici Veneziani          |
| 1965 | Basime,strenzime         | Emilio De Sanzuane                      | Italo Salizzato                      | Lisa                                   |
| 1985 | Buonanotte Venezia       | Emilio De Sanzuane e Diego Vallati      | Italo Salizzato                      | Lisa e i Fantastici Veneziani          |
| 1985 | Polenta e pesce a gogò   | Emilio De Sanzuane                      | Emilio De Sanzuane e Italo Salizzato | Fantastici Veneziani                   |
| 2001 | Viva i sposi             | Emilio De Sanzuane e Blatercar          | Meldorf                              | Anonimi Veneziani, The Pope Swing      |
| 2013 | I take you by the hand   | Emilio De Sanzuane                      | Italo Salizzato                      | Francesca                              |

## Libri
- Venezia canta (1978) 12 canzoni, testi e musica, Edizioni musicali Edera
- Venezia canta n.2 (1981) 12 canzoni, testi e musica, Edizioni musicali Edera
- Venezia canta n.3 (1984) 12 canzoni, testi e musica, Edizioni musicali Edera
- Venezia canta n.4 (1987) 16 canzoni, testi e musica, Edizioni musicali Edera
- Venezia canta n.5 (1992) 16 canzoni, testi e musica, Edizioni musicali Edera
- L'ultimo canto (2014) 16 canzoni, testi e musica, Edizioni musicali Edera